# Zelkova carpinifolia
Zelkova carpinifolia (Zelkova de fulles de Carpinus o Zelkova caucasiana,és una espècie d'arbre i planta nativa del Caucas (Muntanyes Kaçkar i Alborz).

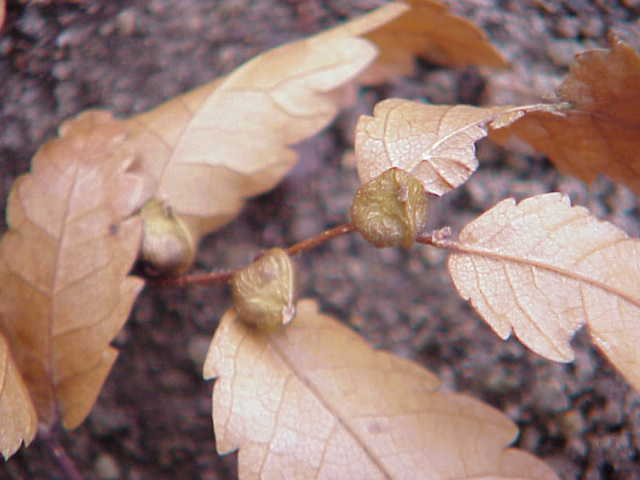
Fruit, a finals de la tardor

Arriba a fer 35 m d'alt, la seva capçada és molt característica pel fet de tenir la forma de vas El fruit és una núcula de 5-6 mm de diàmetre.
És una planta ornamental a Europa mentre que a Amèrica del Nord es planta més l'espècie japonesa Z. serrata.
Cultivars híbrids
- Zelkova × verschaffeltii